# Моро, Йоанна
Йоа́нна Мо́ро (пол. Joanna Moro; род. 13 декабря 1984, Вильнюс, Литовская ССР, СССР) — польская актриса.

## Биография
Йоанна Моро родилась и выросла в Вильнюсе, Литва, в польской семье. Окончила гимназию им. Адама Мицкевича с польским языком обучения в Вильнюсе. Актриса принадлежала к театральному кругу школы во главе с литовской активисткой польского происхождения Ириной Литвинович. Моро также выступала в польском театре в Вильнюсе. В 2003 году покинула Литву, чтобы учиться в Польше и постоянно жить в Варшаве. Выпускница Театральной академии имени А. Зельверовича в Варшаве (2007).
Прорыв в её карьере — роль певицы Анны Герман в телесериале «Анна Герман. Тайна белого Ангела». В июне 2013 года Йоанна провела 50-й Национальный фестиваль польских песен в Ополе. В том же году, вместе с Ольгой Соманьской и Агнешкой Бабич, она выпустила песню Анны Герман.
Весной 2014 года Йоанна участвовала в первом выпуске шоу «Dancing with the Stars. Taniec z gwiazdami» («Танцы со звёздами») от Polsat TV. Её партнёром по танцам был Рафал Мазерак, с которым она заняла 2-е место. Осенью 2016 года она стала участницей шестого издания программы «Ваше лицо знакомо», транслировавшейся на Polsat TV. Как и Ферджи, актриса получила чек на сумму 10 000 злотых за восьмой эпизод, который посвятила подопечным фонда «Помощь во времени».

## Личная жизнь
С 2003 года живёт в Варшаве. Она говорит на польском, английском, итальянском, литовском и русском языках. Её муж — Мирослав Шпилевский. У них есть два сына: Николай и Иеремия. 6 августа 2019 года актриса подтвердила, что ждет третьего ребенка. 30 января 2020 года родила девочку Еву.

## Фильмография
- 1997: Klan — Patrycja Wolska
- 1999: Na dobre i na złe — córka Sabiny
- 2000: M jak miłość — kandydatka na współlokatorkę Madzi i młodych Zduńskich
- 2000: Plebania — Agata
- 2002: Samo życie — klientka wrocławskiej restauracji, w której pracę kelnerki podjęła Donata Leszczyńska
- 2005: Magda M. — Basia Lubicka
- 2007: Na Wspólnej — Edyta Dudek
- 2007: Kopciuszek — Sandra
- 2007: Hela w opałach — Magda
- 2007: Faceci do wzięcia
- 2007: Mamuśki — Marysia
- 2007: Barwy szczęścia — Zosia
- 2008: Londyńczycy — Ania
- 2008: Na kocią łapę — Kasia
- 2009: Mniejsze zło — studentka
- 2009: Randka w ciemno — koleżanka z pubu
- 2009: Majka — pielęgniarka Kamila
- 2011: Wiadomości z drugiej ręki — Mariola
- 2012: «Анна Герман. Тайна белого Ангела» — Анна Герман
- 2014: «Тальянка» — Джульетта Каннаваро
- 2014: Blondynka — Sylwia Kubus

## Йоанна Моро и Россия
Актриса известна в России благодаря роли певицы Анны Герман в одноимённом многосерийном биографическом проекте.

— Смею надеяться, что роль Анны Герман — это роль, которую я ждала всю жизнь. Меня выбрали в первую очередь из-за знания русского языка, высокого роста, славянской внешности и необыкновенной чувственности. Раньше я мало что слышала об этой артистке. Я впечатлена не только уникальным голосом Анны Герман, но и её личностными качествами. Даже немного обидно, что идея экранизировать жизнь певицы пришла в голову русским, а не полякам.— Отрывок из интервью Йоанны Моро российской газете «Комсомольская правда»

## Награды и премии
- Приз «Лучшая женская роль» на кинофестивале «Бригантина» (Бердянск, Украина) за фильм «Анна Герман. Тайна белого ангела» (2013).